# Fun Factory
Fun Factory – niemiecki zespół eurodance z lat 90. XX wieku, którego producentem jest Toni Cottura. Od 2007 roku właścicielem marki Fun Factory jest Rekardo Heilig. Menagment: Roland Events.

## Historia[1]
Zespół powstał w 1992 roku, a tworzyli go: Balca (Balja), Steve, Rod D. oraz Smooth T. Fun Factory w swoim składzie wydali swój pierwszy CD, NonStop! The Album w 1994 r. Po nagraniu singli „Groove Me” i „Close To You” w 1995 r., z powodów prawnych (zbyt młodego wieku na występy i umowy) grupę opuściła wokalistka Balca, której miejsce zajęła Marie-Anett Mey. Grupa Fun Factory, obok takich wykonawców muzyki dance jak DJ BoBo, Masterboy czy Mr. President była jedną z najpopularniejszych w latach 90. XX wieku.
W 1996 roku zespół wydał drugi album Fun-Tastic, zawierający utwory „Celebration”, „Do Wah Diddy”, „I Love You” oraz hip-hopową wersję piosenki „I Wanna B With U” z pierwszego albumu. Zdobyli popularność w całej Europie, a nawet na niektórych listach przebojów w USA i Kanadzie. W 1997 r. wydali album z największymi hitami, po czym zespół został rozwiązany.
W 1998 roku reaktywowano Fun Factory, jednak w zupełnie nowym składzie. Ich pierwszy album Next Generation ukazał się w 1999 r. i sprzedał się w 100 tys. egzemplarzy. Muzyka z tego albumu różniła się stylowo od pierwotnego Fun Factory i była w większości utrzymana w stylu hip-hop, reggae oraz pop. Single z tego albumu to np. „Sha-la-la-la-la”, „Party With Fun Factory” oraz „Fun Factory’s Millennium Theme”. Nazwę zamieniono na New Fun Factory aczkolwiek często używano pierwotnej. Ostatni album w tym składzie, ABC of Music, wydano w 2002 roku. Zespół New Fun Factory w drugiej odsłonie przetrwał do 2003 roku i ostatecznie przestał istnieć.
W 2005 roku reaktywowano grupę po raz kolejny, znów w całkowicie nowym składzie. Ich pierwszy singel „Ilarie” (2005) oraz kolejny „Be good to me” (2008) nie odniosły sukcesu. Nazwę zespołu zmodyfikowano w celach marketingowych na Fun Factory presents Buttons by dalej wypromować zespół Buttons. Po raz pierwszy Fun Factory w nowej odsłonie wystąpili w niemieckim programie ZDF Fernsehgarten, gdzie wykonali swoją niewydaną piosenkę „Fiesta De Samba”. Od tej pory podróżowali głównie po Niemczech, Polsce, Słowacji i Rumunii. Powstał jeszcze cover starego hitu „I Wanna B With U”.
W 2013 znów zmieniono skład na mało znane, młode osoby, które dobrze by się prezentowały na scenie. Wydano tylko 1 singiel „On Top Of The World”, który przeszedł bez echa. W tym samym roku Toni Cottura, który na bieżąco pracował nad różnymi projektami muzycznymi, w nawiązaniu do faktu, iż obecni producenci Fun Factory robią covery hitów przez niego wyprodukowanych bez odpowiednich zezwoleń, postanowił zebrać stary skład zespołu i go reaktywować w oryginalnym składzie. Do Fun Factory powrócili wszyscy oprócz wokalisty Roda D., który nie mógł porzucić zajęć i domu w USA. Zastąpił go podobny wyglądem wokalista Anthony Freeman. Ze względów prawnych zespół początkowo nazwano The Originalz FF Members Of Fun Factory i już po paru miesiącach (26.11.2013) odbył się pierwszy koncert w Polsce. Po niespełna roku po negocjacjach z obecnym właścicielem marki Rekardo Heiligiem powróciła oficjalna nazwa na wyłączność i Fun Factory ruszyło pełna parą z koncertami (głównie w stylu „back of the '90s”), a w drugiej połowie 2015 roku ukazał się singiel „Lets Get Crunk”. W 2021 Smooth T., Balca Tozun, Steve oraz Ski stracili prawo do używania nazwy Fun Factory i zzaczęli występować pod nazwą S.T.S.B. fka Fun Factory.

### Skład
1992-1997: Fun Factory (1 generacja)
- Balca Tözün: Wokalistka (od końca 1994 roku jedynie jako głos zespołu)
- Marie-Anett Mey: Od końca 1994 roku występowała w grupie wizualnie, ale głosu do końca użyczała Balca Tözün
- Smooth T.: Prawdziwe nazwisko – Toni Cottura.
- Steve: Prawdziwe nazwisko – Stephan Browarczyk.
- Rod D.: Prawdziwe nazwisko – Rodney Hardison.

1998-2003: Fun Factory / New Fun Factory (2 generacja)
- Annett: Główna wokalistka. Prawdziwe nazwisko – Annett Möller.
- Lian Ross: Główna wokalistka. Prawdziwe nazwisko – Josephine Hiebel.
- Al: Wokalista i raper. Prawdziwe nazwisko – Alfonso Walser.
- T-Roc: Raper, zwany także Tiger One lub Tiger Style.

2005, 2008-2009: Fun Factory / Fun Factory presents Buttons (3 generacja)
- Diana
- Jenna

- Douglas

- DGS

2013-2015: Fun Factory (4 generacja)
- Ela
- Lisa
- Dominique
- Crash (2013-2014)
- Will (2014-2015)

od 2013: The Originalz FF Members of Fun Factory (do 2015) / Fun Factory (powrót 1 generacji) (do 2021)/od 2021 S.T.S.B. fka Fun Factory
- Smooth T.: Prawdziwe nazwisko – Toni Cottura.
- Balca Tözün: pierwsza wokalistka FF
- Steve: Prawdziwe nazwisko – Stephan Browarczyk.
- Ski – Anthony Freeman: zastąpił wcześniejszego wokalistę Rodneya Hardisona

## Dyskografia

### Albumy
- 1994: Non-Stop
- 1995: Fun-Tastic
- 1996: All Their Best
- 1997: The Party – Non-Stop
- 1999: Next Generation
- 2002: ABC of Music
- 2016: Back to the Factory

### Single
- 1992: „Fun Factory Theme”
- 1993: „Groove Me”
- 1994: „Take Your Chance”
- 1994: „Pain”
- 1994: „Close to You”
- 1995: „I Wanna Be with U”
- 1995: „Celebration”
- 1996: „Doh Wah Diddy”
- 1996: „Don’t Go Away”
- 1996: „I Love You”
- 1998: „Party with Fun Factory”
- 1999: „Sha-la-la-la-la”
- 1999: „Wish”
- 2001: „I’ll be there”
- 2002: „Tam Tam Taram Tam”
- 2005: „Ilarie”
- 2008: „Be good to me”
- 2009: „Uh la la”
- 2013: „On top of the world”
- 2015: „Let’s Get Crunk”
- 2016: „Turn It Up”